# Távora (Tabuaço)
Távora ist ein Ort und eine ehemalige Gemeinde (Freguesia) im portugiesischen Kreis Tabuaço. Die Gemeinde hatte 376 Einwohner (Stand 30. Juni 2011).
Am 29. September 2013 wurden die Gemeinden Távora und Pereiro zur neuen Gemeinde União das Freguesias de Távora e Pereiro zusammengeschlossen. Távora ist Sitz dieser neu gebildeten Gemeinde.